# 関ケ原町ふれあいバス
関ケ原町ふれあいバス（せきがはらちょうふれあいバス）は、岐阜県不破郡関ケ原町が運行しているコミュニティバス。
委託運行ではなく、町が直接運行する。

## 概要
運賃
- 全区間無料。

運行日
- 平日（月曜 - 金曜）と土曜

※祝日となる日および年末年始（12月29日 - 翌年1月4日）は運休する。

## 運行経路
関ケ原コースと今須コースの2コースがある。関ケ原コースはさらに「玉方面コース」「野上方面コース」「山中方面コース」「大高方面コース」の4つのコースに分けられ、実際の運行はこれらのコースを順に行うことになる。

### 関ケ原コース
- 玉方面コース
  - やすらぎ（関ケ原診療所） → 天満入口 → 玉北部集落センター → 笹尾西入口 → 関ケ原町役場 → JR関ケ原駅（駅西側） → やすらぎ（関ケ原診療所） →　“野上方面コースへ”

- 野上方面コース
  - “玉方面コースより” → 中央公民館 → 中山公民館前 → 公門町民プール → 関ケ原町役場 → JR関ケ原駅（駅西側） → やすらぎ（関ケ原診療所） →　“山中方面コースへ”

- 山中方面コース
  - “野上方面コースより” → 山中多目的集会施設 → やすらぎ（関ケ原診療所） → 若宮集会所 → JR関ケ原駅（駅西側） → 関ケ原町役場 →　“大高方面コースへ”

- 大高方面コース
  - “山中方面コースより” → 若宮八幡神社前 → 大高農村公園やすらぎ → 若宮集会所 → 関ケ原町役場 → JR関ケ原駅（駅西側） →　やすらぎ（関ケ原診療所）

### 今須コース
- 貝戸改善センター → 竹ノ尻センター → 今須生活改善センター → やすらぎ（関ケ原診療所） → JR関ケ原駅（駅西側） → 関ケ原町役場 → やすらぎ（関ケ原診療所） → 今須生活改善センター → 竹ノ尻センター → 貝戸改善センター

## 車両
- トヨタ・ハイエース